# 쁠랙 피분송크람
쁠랙 피분송크람(태국어: แปลก พิบูลสงคราม 영어: Plaek Phibunsongkhram, 1897년 7월 14일 ~ 1964년 6월 11일, 또는 피분 송크람)은 태국의 군사 독재자로 쿠데타를 일으켜 독재자가 되었으며, 제2차 세계대전 때 패배하자 사임했다. 하지만 다시 쿠데타를 일으켜 25년 동안 정권을 잡다 다시 쿠데타가 일어나자 일본으로 도주해 그곳에서 죽었다.

## 생애

### 군사 쿠데타
1897년에 태어난 피분송크람은 1925년에 아직 불과 28살의 나이로 영관 계급이 되어 1927년(30세 시절) 중령에 올랐고 1931년 32세로 대령이 되었다. 그리고 1932년 군사 쿠데타를 일으켜 국왕 라마 7세를 영국으로 쫓아내고 1938년 드디어 자신이 총리에 올라 독일의 아돌프 히틀러, 이탈리아의 베니토 무솔리니와 같은 존재로 독재 정치를 시작했다.
피분송크람은 독재 정치를 하면서 태국에 거주하던 화교들에게 하던 지원을 줄이고 태국 민족주의를 강조했고, 나라 이름을 시암에서 태국으로 바꾸었다. 또한 태국 국민들에게 서양과 같은 문명화된 태국의 문화를 실천하기 위하여 태국의 문화명령을 발표했다.

### 일본군과의 동맹
1941년 12월 태평양 전쟁으로 75만 일본군이 쳐들어오자 2달 만에 굴복해 피분 송크람은 일본의 동맹국이 되어 1942년 1월 미국 등 연합국에게 선전포고했다.
피분송크람은 이런 와중에도 정적들을 제거하고 소련의 이오시프 스탈린, 독일의 아돌프 히틀러 등을 본떠 자신을 위대한 지도자로 추켜세우게 했다.
전세가 불리해지고, 미국 육군 항공대의 B-29 폭격기들이 방콕을 폭격하는 와중에 피분송크람에 반대 세력의 압력으로 결국 사임했다. 이에 태국 민족의회는 군사 정권의 통치를 끝내고 왕의 통치로 돌아가기로 결정해 1945년 12월 망명 중이던 라마 8세 아난타 마히돈 국왕이 귀국해 다시 왕으로 즉위했고 왕정이 복귀되었다.

### 25년간의 군부 독재
1946년 6월 라마 8세는 총기 사고로 사망하고 뒤를 이 라마 9세 푸미폰 아둔야뎃 왕이 즉위했다. 1947년 11월 사회 혼란을 구실로 삼아 다시 군사 쿠데타가 일어나 문민내각을 몰아내고 피분 송크람이 다시 권력을 잡았다. 이 쿠데타는 1948년에서 1973년까지의 진행된 군사 독재의 서막이였다.
제2차 세계 대전 후 공산주의를 막기 위한 미국의 원조가 태국에 집중되었으나 미국의 원조는 오히려 부정부패를 낳았으며 그는 미국의 민주화와 민주 정치를 거절했다. 이에 곧 부패한 송크람을 몰아내려는 쿠데타가 많이 있었으나 모두 실패했다.

### 사임과 말년
1957년 9월 사릿 타나랏의 쿠데타가 성공하자 송크람과 군부 독재 정부요인들은 일본으로 망명하였고 1964년 일본에서 죽었다.
| 전임 프라야 파혼 폰파유하세나 | 제3대 총리 1938년 12월 26일 ~ 1944년 8월 1일 | 후임 쿠앙 아파이웡 |

## 같이 보기
- 태국의 문화명령
- 수하르토
- 프란시스코 프랑코
- 조지프 매카시